# Ryūzō Hiraki
Ryūzō Hiraki (jap. 平木 隆三, Hiraki Ryūzō; * 7. Oktober 1931 in Sakai, Präfektur Osaka; † 2. Januar 2009 in Toyota, Präfektur Aichi) war ein japanischer Fußballnationalspieler und -trainer.
Hiraki debütierte am 14. März 1954 in einem WM-Qualifikationsspiel gegen die Auswahl Südkoreas. Er absolvierte insgesamt 30 Länderspiele. Sein einziges Tor erzielte er am 3. September 1959 im Spiel gegen die Auswahl Singapurs im Merdeka-Turnier.
Von 1992 bis 1993 war er der Trainer des J.-League-Vereins Nagoya Grampus Eight.
| Jahr   | Einsätze | Tore |
| 1954   | 3        | 0    |
| 1955   | 4        | 0    |
| 1956   | 3        | 0    |
| 1957   | 0        | 0    |
| 1958   | 4        | 0    |
| 1959   | 10       | 1    |
| 1960   | 1        | 0    |
| 1961   | 2        | 0    |
| 1962   | 3        | 0    |
| Gesamt | 30       | 1    |
| ------ | -------- | ---- |